# Penitentiaire Inrichting Limburg Zuid

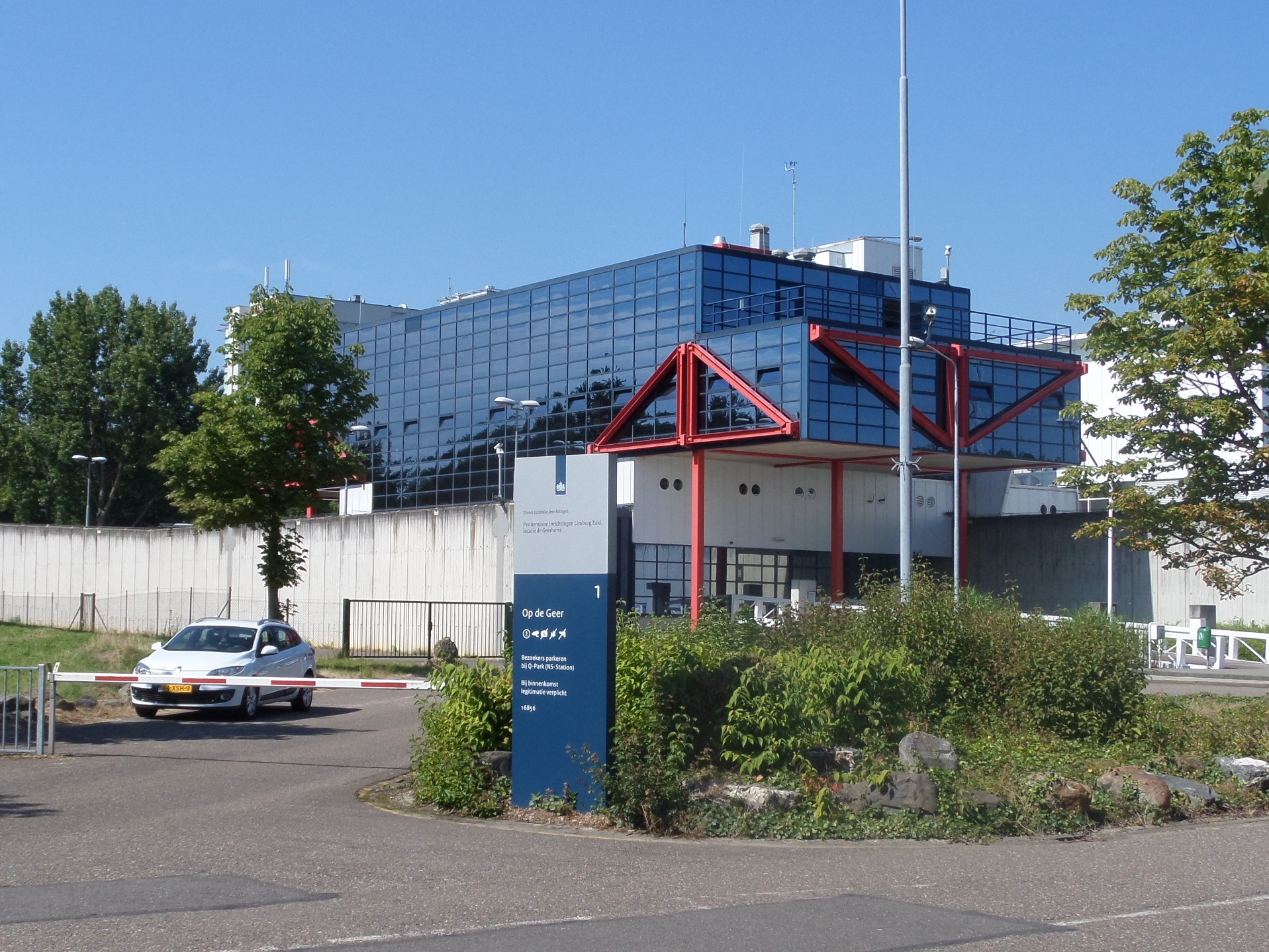
Locatie 'De Geerhorst' te Sittard

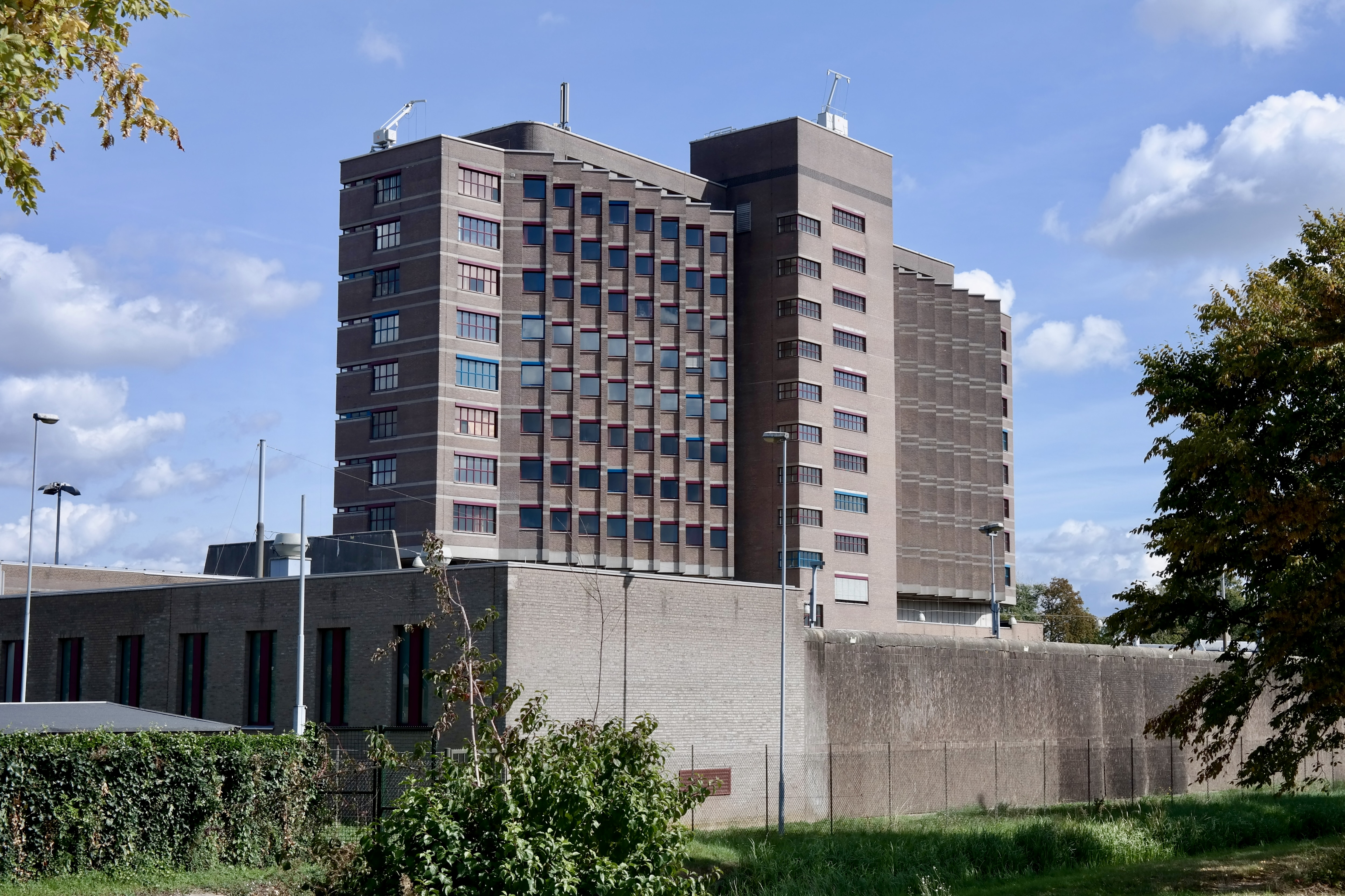
Voormalige locatie 'Overmaze' te Maastricht

De Penitentiaire Inrichting Limburg Zuid (kortweg PI Limburg Zuid) is een penitentiaire inrichting in de Nederlandse provincie Limburg en maakt deel uit van de Dienst Justitiële Inrichtingen (DJI) van het ministerie van Justitie en Veiligheid. De PI Limburg Zuid biedt plaats aan maximaal 323 gedetineerden en is gevestigd op de locatie 'De Geerhorst' in Sittard, gemeente Sittard-Geleen.

## Locaties
PI Limburg Zuid is ontstaan in 1999 uit een fusie van de inrichtingen 'Overmaze' te Maastricht en 'De Geerhorst' te Sittard.
Overmaze opende zijn deuren in 1975 op het industrieterrein Beatrixhaven en is per 1 januari 2014 in het kader van een bezuinigingspakket door het kabinet-Rutte II gesloten.
De Geerhorst werd geopend in februari 1990 op het Kantorenpark in Sittard. Het is een gesloten, normaal beveiligde inrichting en bestaat uit een huis van bewaring en een gesloten gevangenis. Daarnaast is er een afdeling Extra Zorgvoorziening (EZV) voor gedetineerden.